# Fightstar
Fightstar és un grup post-hardcore britànic de quatre membres: Charlie Simpson, Alex Westaway, Dan Haigh i Omar Abidi.
Va ser format el 2003, i des de llavors ha gravat i lliurat un EP, They Liked You Better When You Were Dead, tres àlbums de llarga durada, Grand Unification, One Day Son, This Will All Be Yours i Be Human, com també un àlbum compilació de "b-sides" (cares-b) Alternate Endings. Actualment utilitzen en el seu propi segell discogràfic anomenat Search And Destroy que s'executa a través de PIAS Management.

## Història

### Orígens (2003 - 2004)
Fightstar va ser format el 2003 després que Alex Westaway i Charlie Simpson, un dels membres fundadors de Busted, es coneguessin a una festa a casa seva a Londres. Després d'un concert improvisat de jazz, Westaway i Simpson van decidir crear una banda. Un cop escrites unes quantes cançons, el grup va reclutar el baixista Dan Haigh, un amic de l'escola del guitarrista Alex Westaway i del bateria Omar Abidi.
Durant les primeres aparicions, la banda va ser rebuda negativament i amb molta crítica per part de la premsa degut a la formació musical pop que va tenir el líder Charlie Simpson. Simpson, de fet, ha mostrat els seus sentiments sobre l'animositat orientada cap a la banda en un principi. Durant una entrevista el 2009 va dir, «Si tornem enrere al dia en què es va crear Fightstar, veiem que hi va haver molta curiositat i pre-concepcions per part de la gent. Però algú que diu o escriu qualsevol cosa sense tan sols donar-li una oportunitat és molt ignorant. A la gent com aquesta li faig menys cas que a la merda».
Més endavant però, van començar a rebre bones reaccions per part del públic en els primers concerts, i el seu EP, They Liked You Better When You Were Dead, va ser un gran èxit i la banda va guanyar respecte.
Des de llavors, els seus tres següents àlbums d'estudi han rebut elogis i positius comentaris crítics. De fet, l'editor Paul Brannigan de la revista setmanal de rock Kerrang! va declarar que el seu àlbum debut, Grand Unification, era «un dels millors àlbums de rock britànic de la dècada passada». També han estat nominats en els premis Kerrang! pel «Millor britànic nouvingut» (en anglès Best British Newcomer) i «Millor banda britànica» (Best British Band).

### L'EPThey Liked You Better When You Were Dead(2004 - 2005)
Aquest primer EP de Fightstar va estar força influenciat per l'autor Chuck Palahniuk, on després el grup va anomenar una cançó amb el nom «Palahniuk's Laughter» i incloent un dibuix d'Edward Norton, personatge que apareix a l'adaptació de la pel·lícula Palahniuk book Fight Club.
L'àlbum They Liked You Better When You Were Dead", va estrenar-se el 28 de febrer de 2005, després d'un ràpid viatge promocional pel Regne Unit. La sortida va demostrar suficient popularitat com per garantir una reimpressió el 23 de març de 2005. La primera cançó, «Palahniuk's Laughter», va gaudir d'una forta aparició als canals musicals de la televisió i va durar diverses setmanes a la llista d'èxits musicals de vídeo i ràdio. La cançó al principi va ser titulada «Out Swimming in the Flood», però va ser redenominada després del tsunami de 2004. Una nova versió de l'àlbum They Liked You Better When You Were Dead va ser publicada el 2006 a Amèrica per la discografia Deep Elm Records.

### Grand Unification(2005 - 2006)

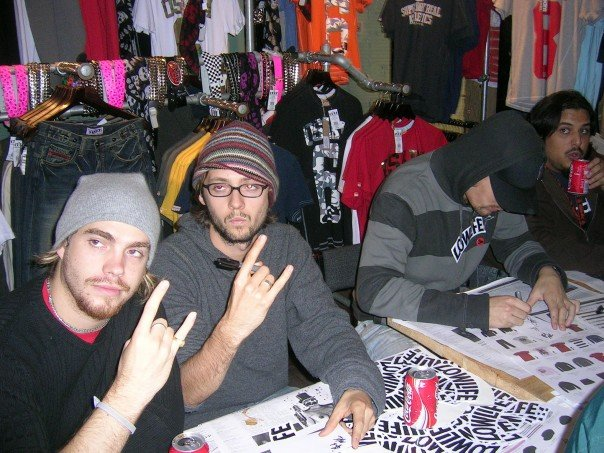
La banda després d'un petit concert en una botiga l'any 2006.

Fightstar va entrar a l'estudi a l'octubre de 2005 per començar a treballar en el seu primer àlbum de llarga duració. Van regravar tres cançons del seu primer EP, les quals eren «Mono», «Hazy Eyes», i «Lost like tears in rain». Van gravar una nova versió del primer single «Paint your target» el qual va ser originalment produït per Chris Sheldon. Fightstar va acabar el seu primer disc de llarga durada el 13 March de 2006 per Island Records, amb el títol Grand Unification. Produït i editat per Colin Richardson (Bullet for My Valentine, Machine Head, Funeral for a Friend), l'àlbum va entrar al número 28 a la llista dels èxits del Regne Unit. Grand Unification va sortir a Amèrica el març de 2007.
El primer single de la banda, «Paint Your Target» va ser acabat el 13 de juny de 2005, va arribar al lloc 9 en la llista de singles del Regne Unit (UK Singles Chart). El seu segon single, «Grand Unification Part 1» va sortir el 31 d'octubre de 2005, i es va quedar vintena a la llista.
Durant el març de 2006, van ser llistats per la revista de rock Americana Alternative Press com un dels grups s'hauria de tenir a l'ull al futur.
Fightstar ha fet una versió de la cançó de Metallica «Leper Messiah» i de Deftones «My Own Summer» pel CD gratuït de la revista Kerrang! durant el 2006. També han fet una versió acústica de la cançó de Deftones «Minerva», la qual està disponible en el setè vinil de la versió del single «Waste A Moment».
També van llançar Grand Unification, als Estats Units i al Canadà el 17 d'abril de 2007. Aquesta versió va ser diferent de les britàniques i japoneses, incloent versions de la faç B de «Hazy Eyes» i de «Fight For Us».

### One Day Son, This Will All Be Yours(2007 - 2008)

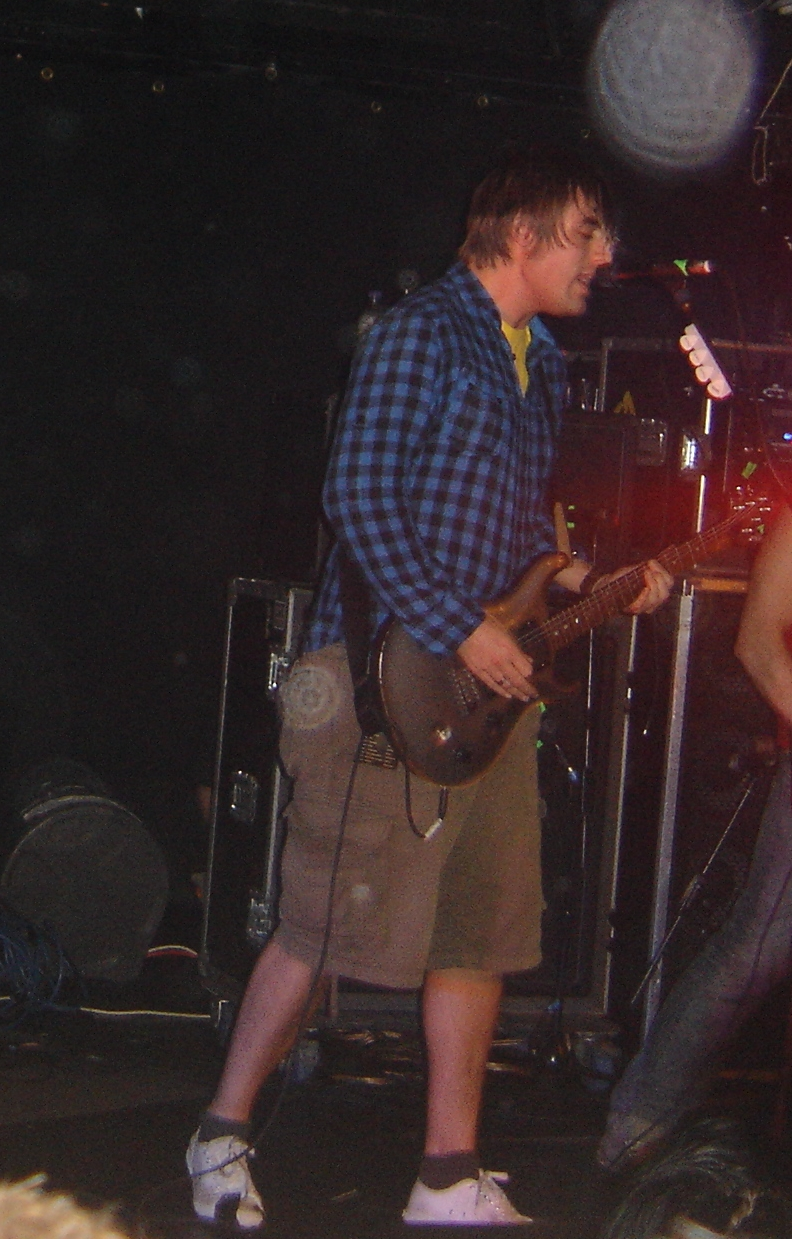
Primera veu, guitarrista i co-compositor, Charlie Simpson el 2009.

Després d'haver deixat Island Records degut a un desacord sobre la direcció artística que havia de seguir la banda, Fightstar va signar un contracte amb Institute Records una divisió de Gut Records per lliurar el seu segon àlbum. Va fer una gira que començà a Glasgow Barrowlands el 8 d'octubre de 2006, juntament amb altres bandes com The Blackout, The Receiving End of Sirens i Oceansize.
Van gravar One Day Son, This Will All Be Yours a Los Angeles amb el productor Matt Wallace, el qual ha produït Faith No More, Satchel, Deftones i Sugarcult. L'àlbum va sortir al 24 de setembre del 2007. El primer single d'aquest àlbum va ser «99». Fightstar va crear una pàgina web de descàrrega lliure per a obtenir aquesta cançó gratuïtament des d'internet. El segon single va ser «We apologise for nothing» que va arribar al número 1 de la llista "UK independent chart". Seguidament es va lliurar el senzill "Deathcar", cançó de la qual es va fer un vídeo amb molt poc pressupost (precisament per això, la banda afirmà que estan molt contents amb el resultat), que va arribar al número #2 de les llistes UK Indie Chart i UK Rock Chart.
El quart senzill, «Floods» va arribar en tercera posició de la UK Indie Chart i el videoclip va ser el més ben rebut per la banda. Cal comentar que van tocar en directe aquest single a BBC Radio 1 per Colin Murray i Dan P Carter.
L'últim senzill de l'àlbum fou «I Am the Message» i va ser lliurat el 16 de juny del 2008.

### Alternate Endings(2008)
L'11 d'agost del 2008 la banda va lliurar al mercat un àlbum B-side anomenat Alternate Endings. Hi ha tots els b-sides de la banda, un directe en acústic del Collin Murray show i algunes cançons inèdites. Fightstar va gravar una versió de «Fear Of The Dark» per a un CD de cançons versionades d'Iron Maiden, «Maiden Heaven: A Tribute to Iron Maiden», amb la col·laboració de diversos artistes. Va encapçalar l'etapa de The Rocksound Cave a Guilfest, i també va aparèixer a l'escenari principal del Greenbelt Festival el 2008.

### Be Human(2008 - Actualitat)

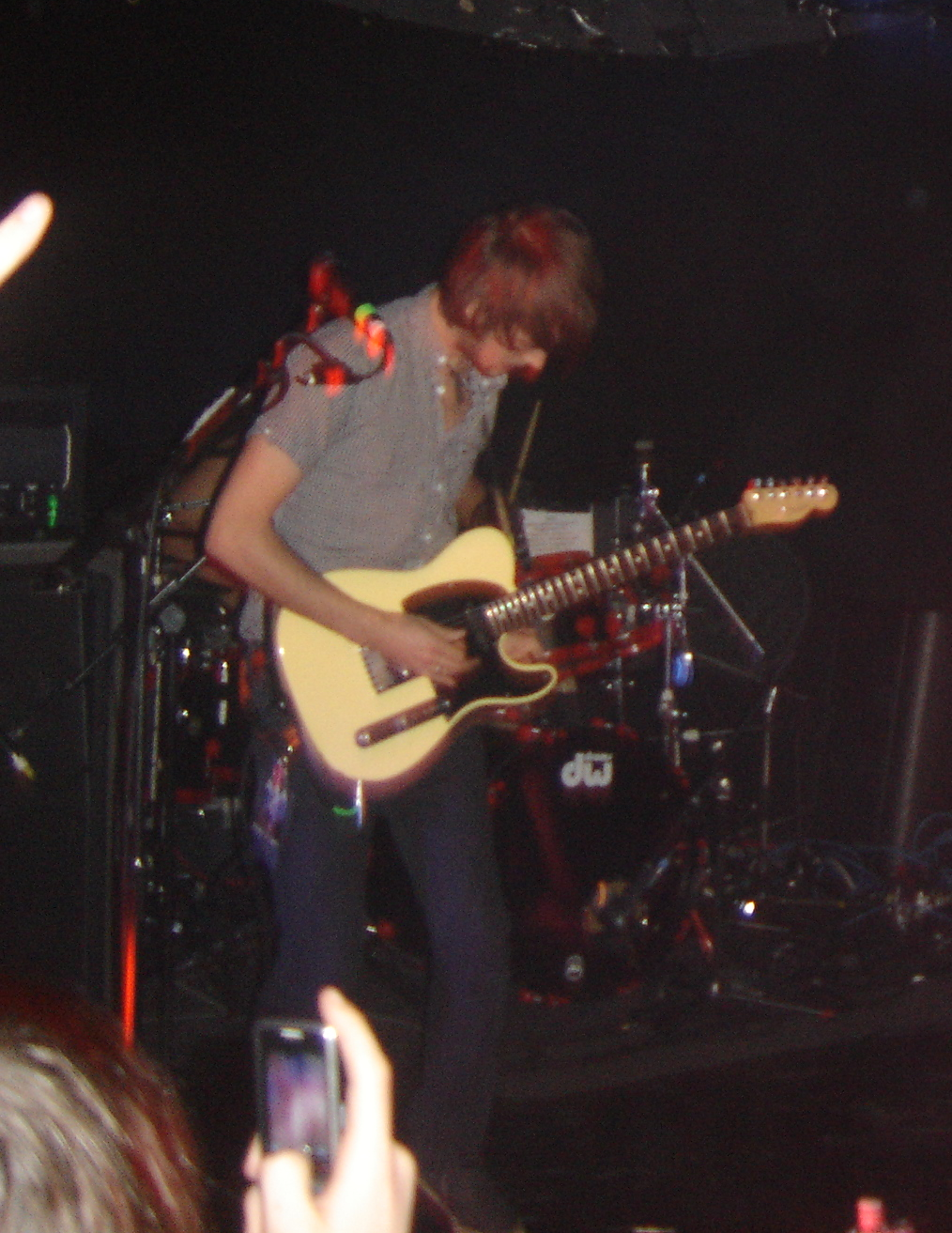
Guitarrista i co-compositor, Alex Westaway

Al Download Rock Festival de 2008, Fightstar va anunciar a la premsa que tornarien a l'estudi a l'agost del mateix any per gravar el seu següent àlbum, per a tenir-lo llest a principi del 2009. Van anunciar que ja tenien llestes quatre cançons. El nom de l'àlbum va ser confirmat més endavant, com Be Human i la seva sortida a la venda el 20 d'abril de 2009. Fightstar va llançar el seu nou single, «The English Way», el 3 de novembre del 2009 i va assolir el número 1 a la llista de Rock britànica. El senzill és constantment reproduït a la llista de Kerrang!, cadenes de televisió Scuzz i el canal de Youtube de Kerrang! El vídeo va ser número 1 al Top 10 de MTV2.
Fightstar van ser premiats pel nou vídeo del single «The English Way», que va quedar 62 a les llistes britàniques. «We Apologise for Nothing» va atènyer la 63a posició l'any 2007.
La banda va tocar amb Feeder en la primera part de la seva gira pel Regne Unit, que va començar el 21 d'octubre del 2008. El bateria Jason Bowld va reemplaçar Omar Abidi a la gira, mentre aquest es recuperava del seu trencament de canell. Abidi va tornar a encarregar-se de la bateria a la gira del 2009. Degut al trencament del canell d'Abidi, Charlie Simpson va haver de tocar la bateria en algunes cançons de l'àlbum Be Human.
El nou single «Mercury Summer» va sortir el 6 d'abril de 2009, tot i així el videoclip ja s'havia estrenat a la seva pàgina de MySpace el 25 de febrer del mateix any.
La recepció del single va ser extremadament positiva, amb l'ascens de la cançó a la «A List», llista de reproducció de la Radio 1, i també va ser ben rebuda després que la banda aparegués a un xou musical a la cadena de televisió BBC2. «Mercury Summer» també ha estat afegit a la llista de reproducció diària d'XFM i va ser triada disc de la setmana per Ian Camfield's. Emma Scott i Kerrang Radio Station han reconegut «Mercury Summer» com disc de la setmana.
L'àlbum Be Human està realitzat per la discogràfica Search & Destroy Records i el grup ha coproduït la gravació amb Carl Bown. En recents entrevistes, membres del grup han comentat que el nou disc serà «molt diferent» de les versions anteriors. Charlie Simpson, va dir que volia experimentar amb so d'òpera rock, incloent cordes i cor. No obstant això, va assenyalar que encara que poguès ser diferent, seguirà sent Fightstar i les seves cançons inclouran foscos i elements pesants (dark and heavy elements). El 7 d'abril del 2009 el lloc web del NME va anunciar que Fightstar seria al Download Festival 2009.
El 9 d'abril de 2009, la versió final de «Colours Bleed To Red» es va tocar al xou de Colin Murray. Murray va dir sobre el senzill «Mercury Summer»: «"És només quan tu l'escoltes en el context de l'àlbum que entens el seu significat. És, de fet, una mica més experimental que les altres cançons però al mateix temps segueix sent una cançó de Fightstar». Fightstar va lliurar el seu tercer senzill de l'àlbum Be Human, «Never Change», el 20 de juliol del 2009.
Durant el juliol del 2009, el segon àlbum de la banda, One Day Son, This Will All Be Yours va ser relliurat per Edsel Records. Aquesta edició de luxe compta amb un segon CD amb les cares-b dels diferents singles de l'àlbum, i també serveix com la versió americana dels àlbums. Poc després va aparèixer un rumor d'un re-lliurament del tercer àlbum Be Human, a finals de febrer del 2010. S'intuïa que una de les noves cançons podia ser una cover de «Battlefield», una cançó de Jordin Sparks que la banda va tocar prèviament en un directe de la BBC Radio1. La versió va ser molt ben rebuda i la mateixa Sparks va dir a la ràdio que era fan de Fightstar i creia que haurien de versionar la seva cançó.
El 12 d'octubre, el grup va penjar fotos a MySpace extretes del videoclip de la nova cançó «A City on Fire». Van tocar la cançó per primera vegada durant el xou d'Annie Mack a Radio 1 el 19 d'octubre del 2009. Es va lliurar com a senzill el 20 de desembre del 2009 només disponible com a descàrrega digital, arribant a la psocició 166 a la llista de senzills britànics, i al número quatre i número deu a la llista britànica de rock britànica i llista britànica d'Indie respectivament. El grup finalment va llançar l'edició deluxe de Be Human l'1 de març de 2010.
Poc després de llançar aquest CD, van començar a aparèixer rumors a la premsa britànica que Simpson estava a punt reincorporar-se al grup Busted. Tot i així, aquest rumor el va desmentir ràpidament Simpson responent que: «Desitjo el millor per Matt i James tot el millor pels seus projectes futurs, però, quant al rumor, vull deixar clar que jo no tinc cap interès a retornar a Busted i mai el tindré.» Els altres membres del grup van anunciar que prendrien un temps de descans durant el que queda de 2010 per treballar en els seus projectes, abans del retrobament l'any 2011 per començar a escriure el nou àlbum. El líder Charlie Simpson, ha començat a treballar en un àlbum acústic com a solista, mentre Alex Westaway i Dan Haigh van completar la postproducció de la pel·lícula de la banda i treballaran en alguns videoclips.

## Estil musical i influències
La música de Fightstar generalment ha estat classificada com a post-hardcore. El gènere està descrit com un «equilibri entre la dissonància i melodia, en part mitjançant la canalització de la força i la rapidesa del hardcore en formes subtils de tensió i relaxació». També han estat etiquetats com a banda de rock alternatiu i metal alternatiu. Al seu tercer àlbum, Be Human Fightstar, va ser classificat també com a rock experimental amb l'addició dels cors i els elements d'orquestra. El vocalista, Charlie Simpson veu l'objectiu musical com tractar de «combinar els tons clars i foscos, per fer una cosa, per una banda, completament brutal, explosiva i heavy, i per altra banda, una cosa realment delicada i bonic. Fightstar es dedica a la fusió d'aquestes coses».
Durant el 2009, la revista Kerrang! va escriure «Recolzat pel baixista Dan Haigh, el guitarrista Al Westaway i el bateria Omar Abidi, el seu primer EP va demostrar un amor pel post-rock, un so que ha donat forma al grup malgrat els següents moviments més de heavy metal, hardcore i ara entrant en el territori del rock innovador. Ha sigut un viatge impressionant per Simpson, al començament rebut amb escepticisme i ara és considerat com el líder d'un dels millors grups de rock del país. Ha sigut un viatge aconseguit a través de l'amor pur pel que fa, juntament amb el treball dur i una pell gruixuda".

## Pel·lícula
In God We Trust és una pel·lícula de terror encara no estrenada (també coneguda com a Human Instrumentality Project), dirigida per Alex Gingell i Philip Koch juntament amb Fightstar, amb Alex Westaway i Dann Haigh, que també apareixeran a la pel·lícula com també Charlie Simpson i Omar Abidi. Fightstar proporcionarà la música per la pel·lícula. La data de lliurament encara ha de ser revelada.

## Membres

### Membres actuals
- Charlie Simpson - vocal (principal), guitarra i teclat (2003-Actualitat)
- Alex Westaway - guitarra i veu (2003-Actualitat)
- Dan Haigh - baix (2003-Actualitat)
- Omar Abidi - bateria, instruments de percussió (2003-Actualitat)

## Registre

### Regne Unit (GB)
- Sandwich Leg (2005)
- Island Records: (2005 - 2006)
- Institute Records via Gut Records: (2007 - 2008)
- Search and Destroy via PIAS Records: (2008 - Actualitat)

### Estats Units d'Amèrica (EUA)
- Deep Elm Records: (2006 - 2007)
- Trustkill Records: (2007 - Actualitat)

## Premis
| Títol           | Premi                                               | Treball nominat | Resultat |
| --------------- | --------------------------------------------------- | --------------- | -------- |
| Kerrang! Awards | Millor Nova Banda Britànica (Best British Newcomer) | Fightstar       | Nominats |
| Kerrang! Awards | Millor Banda Britànica                              | Fightstar       | Nominats |

## Discografia

### Àlbums
| Any  | Detalls de l'àlbum                                                              | Posicions a les llistes |
| Any  | Detalls de l'àlbum                                                              | UK                      |
| ---- | ------------------------------------------------------------------------------- | ----------------------- |
| 2006 | Grand Unification - Released: March 13, 2006 - Label: Sandwich Leg/Island       | 28                      |
| 2007 | One Day Son, This Will All Be Yours - Released: September 24, 2007 - Label: Gut | 27                      |
| 2009 | Be Human - Released: April 20, 2009 - Label: Search and Destroy                 | 20                      |

### Senzills
Per ordre cronològic:
- Palahniuk's Laughter
- Paint Your Target
- Grand Unification Part 1
- Waste a Moment
- Hazy Eyes
- 99
- We Apologise for Nothing
- Deathcar
- Floods
- I Am the Message
- The English Way
- Mercury Summer
- Never Change
- A City on Fire